# Napometa sanctaehelenae
Napometa sanctaehelenae là một loài nhện trong họ Linyphiidae.
Loài này thuộc chi Napometa. Napometa sanctaehelenae được Pierre L. G. Benoit miêu tả năm 1977.